# Stigmatosema
Stigmatosema es un género de orquídeas de hábito terrestre, perteneciente a la subfamilia Orchidoideae.
Tiene alrededor de doce especies de hierbas de hábito terrestre con raíces carnosas que se encuentran al sur de la meseta sudeste central brasileña, en la zona fronteriza  de Brasil, Paraguay y Argentina , siendo su centro de distribución la meseta Paulista. Se producen en campos abiertos, arenosos, rocosos o pantanosos, incluso a 1600 metros de altitud.

## Taxonomía
El género fue descrito por Leslie A. Garay y publicado en Botanical Museum Leaflets 28(4): 376 en el año 1982, caracterizado por la especie tipo Stigmatosema hatschbachii ( Pabst ) Garay , originalmente descrita como Brachystele hatschbachii Pabst en 1980. 

## Etimología
El nombre viene del griego stigmatos,  marcas, heridas, en referencia a la curva ascendente del ápice del rostelo de sus flores, que parece penetrar en la columna.

## Especies
Especies del género Stigmatosema aceptadas hasta mayo de 2011, ordenadas alfabéticamente. Para cada una se indica el nombre binomial seguido del autor, abreviado según las convenciones y usos y la publicación válida.
1. Stigmatosema cotylolabium Szlach., Fragm. Florist. Geobot. 39: 421 (1994).
2. Stigmatosema draculoides Szlach., Fragm. Florist. Geobot. 41: 861 (1996).
3. Stigmatosema furcula Szlach., Lindleyana 10: 7 (1995).
4. Stigmatosema fuscofloralis Szlach., Lindleyana 10: 9 (1995).
5. Stigmatosema garayana Szlach., Lindleyana 10: 17 (1995).
6. Stigmatosema hatschbachii (Pabst) Garay, Bot. Mus. Leafl. 28: 377 (1980 publ. 1982).
7. Stigmatosema longibracteata Carnevali & G.A.Romero, Orchids Venezuela, ed. 2: 1147 (2000).
8. Stigmatosema lunulata Szlach., Fragm. Florist. Geobot. 39: 423 (1994).
9. Stigmatosema odileana Szlach., Lindleyana 10: 16 (1995).
10. Stigmatosema pedicellata Szlach., Lindleyana 10: 16 (1995).
11. Stigmatosema polyaden (Vell.) Garay, Bot. Mus. Leafl. 28: 377 (1980 publ. 1982).